# Jaap Eggermont

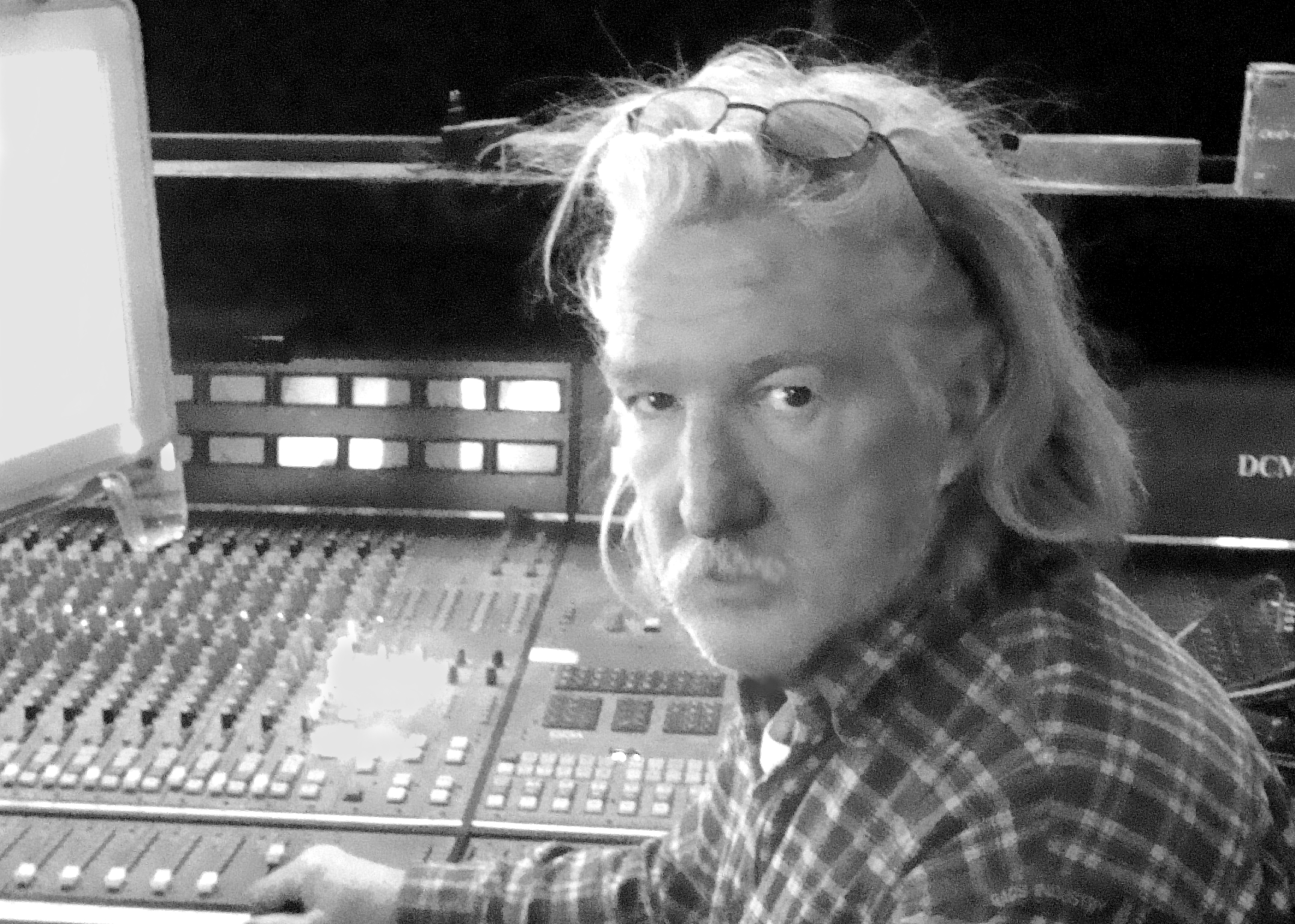
Jaap Eggermont

Jacobus Johannes "Jaap" Eggermont (* 31. Oktober 1946 in Den Haag) ist ein niederländischer Musiker und Produzent.
Seine Musikkarriere begann er 1964 als Schlagzeuger bei der bekannten niederländischen Band Golden Earring. Er ist bei vier LPs der Band dabei und schafft mit ihr den musikalischen Durchbruch.
1969 wechselt Eggermont die Seiten im Musikgeschäft und wird zum Produzenten. Zu den von ihm produzierten Gruppen gehören viele nationale Top-Ten-Künstler wie Greenfield & Cook, Sandy Coast, Spooky & Sue, Long Tall Ernie & The Shakers und die auch international sehr erfolgreichen Earth & Fire.
1984 wurde er mit der Gouden Harp ausgezeichnet. Sein größter Erfolg war aber das Musikprojekt Stars on 45, mit dem er mit Oldie-Medleys die Spitzen der Charts weltweit eroberte. Von ihm stammt auch das Formel-Eins-Thema von 1985, eine der Erkennungsmelodien für die deutsche Popmusik-Sendung Formel Eins. Seit den 1990er Jahren produziert Eggermont vorwiegend Werbemusik, unter anderem für einige namhafte Großkonzerne, und Filmmusik.